# Agabus labiatus
Agabus labiatus är en skalbaggsart som först beskrevs av Nikolaus Joseph Brahm 1790.  Agabus labiatus ingår i släktet Agabus och familjen dykare. Arten är reproducerande i Sverige. Inga underarter finns listade i Catalogue of Life.

## Bildgalleri

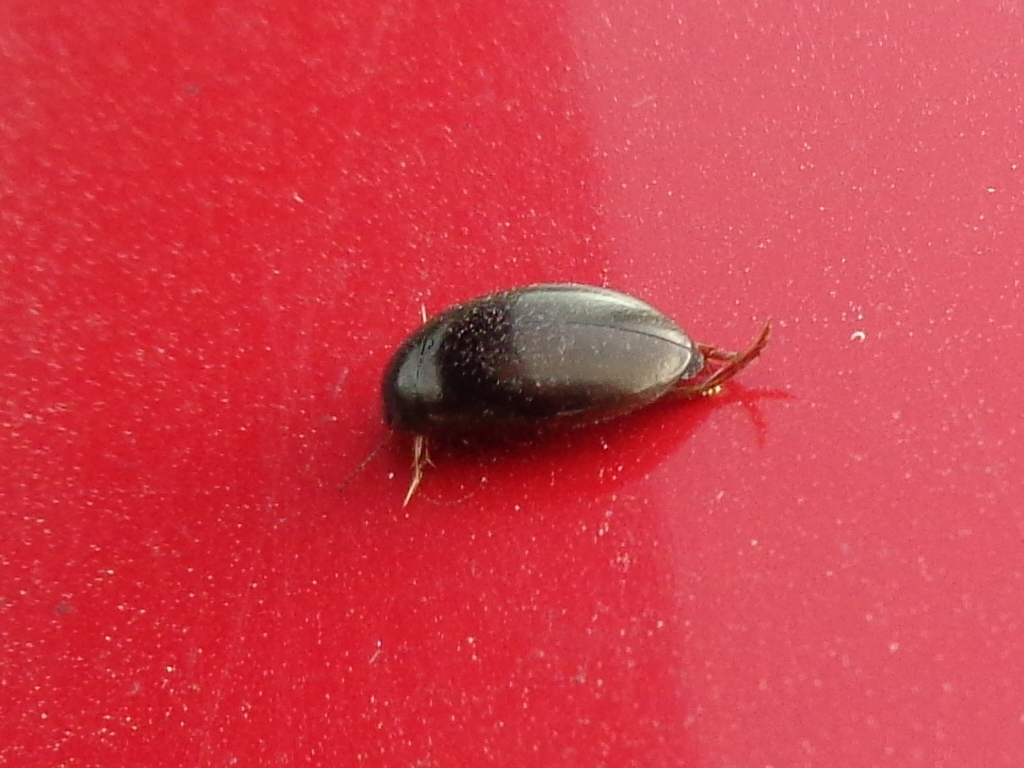
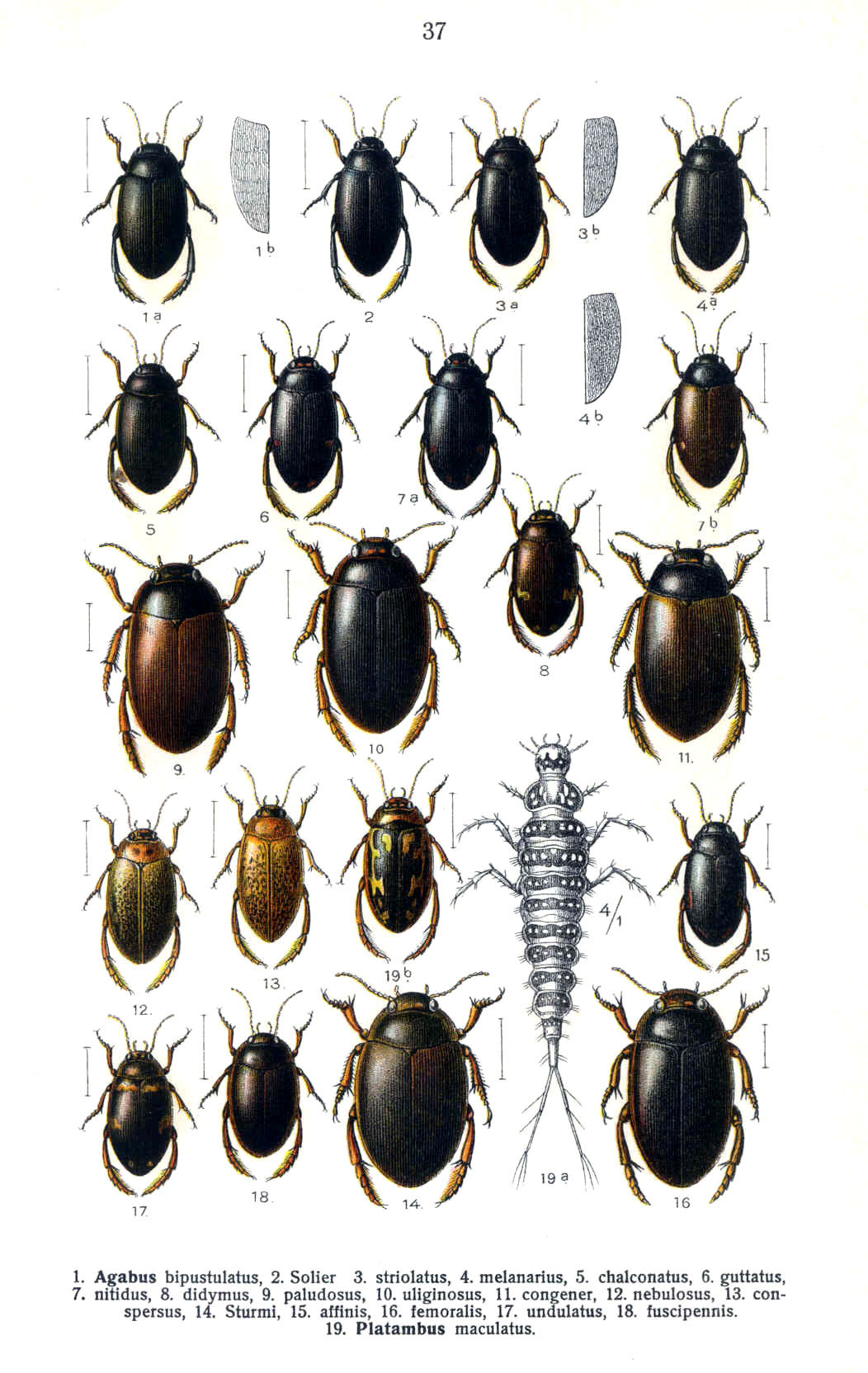
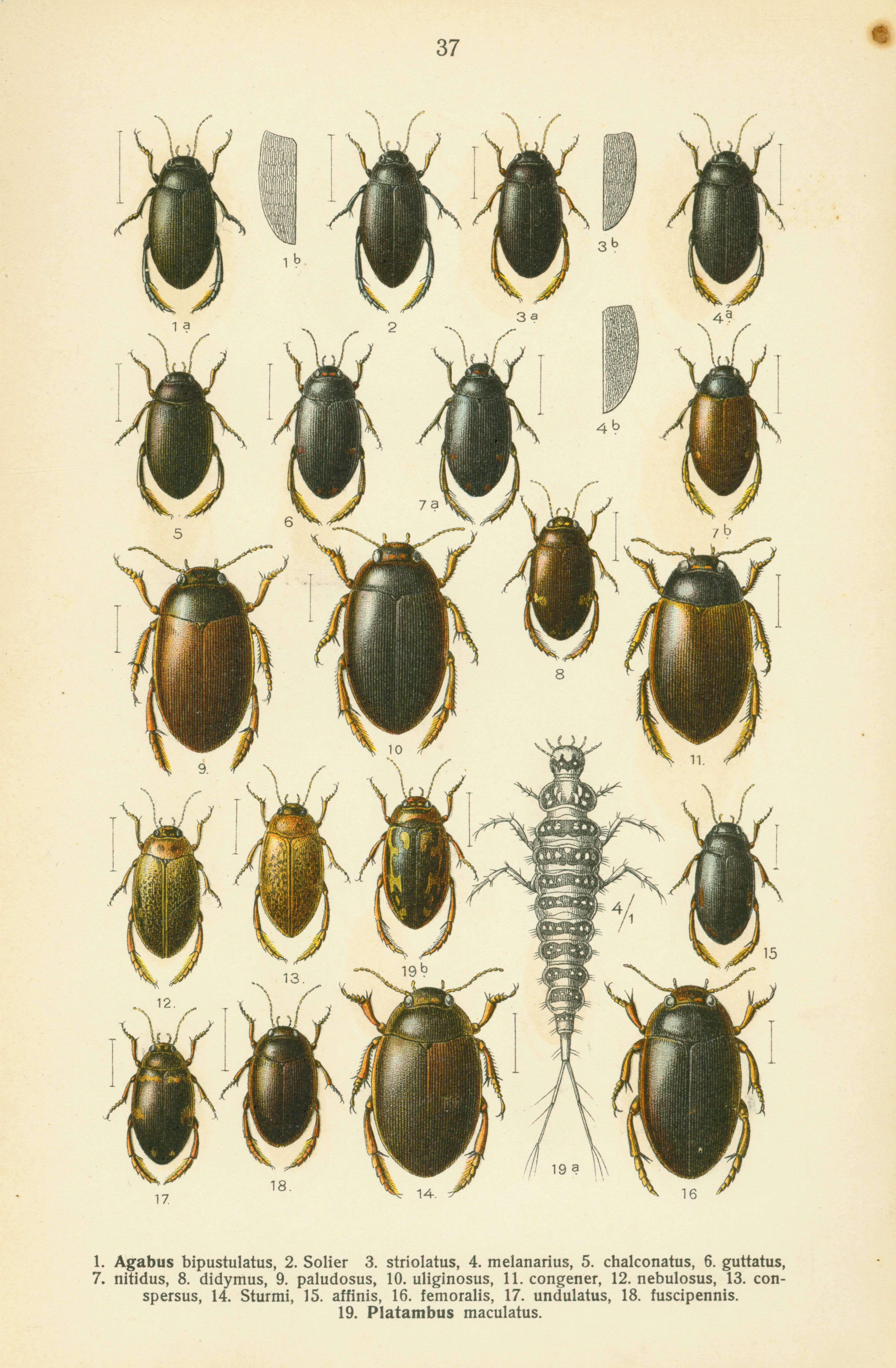